# ルワンダ国立大学

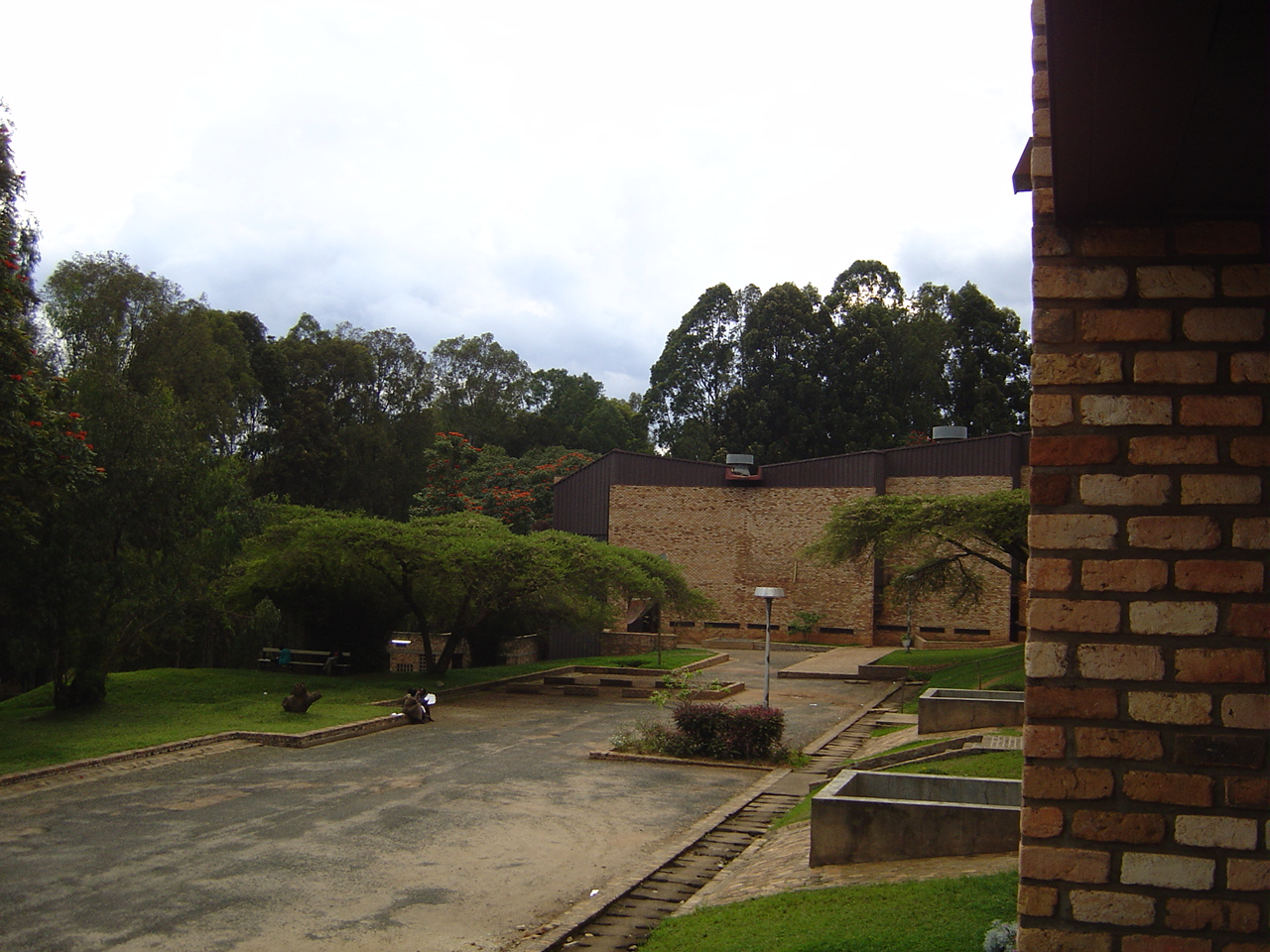
ルワンダ国立大学

ルワンダ国立大学（ルワンダこくりつだいがく、National University of Rwanda (NUR); フランス語 : Université Nationale du Rwanda）は、ルワンダ最大の大学で、南部州の都市ブタレの中心部にある。政府によって1963年に設立された。
創設時は医学部、社会学部、教員養成学校の3部門で、51人の学生と16人の講師で始まった。内戦時に被害を受け、1994年に閉校、1995年4月に再開した。 その時期にフランス語に並び、英語が教授する言語として導入された。
2005年現在、ルワンダ国立大学 は科学、工学、人文科学にフォーカスを合わせ、フランス語、英語で教授している。